# 가봉갈라고
가봉갈라고 또는 가봉부시베이비(Sciurocheirus gabonensis)는 갈라고과에 속하는 영장류의 하나이다. 카메룬과 가봉, 콩고공화국에 산다. 머리와 몸 길이는 21.6 cm 정도이고, 꼬리 길이는 25 cm정도이며, 몸무게는 280 g이다. 상록의 열대 우림에서 살고, 주로 떨어진 과일을 먹지만, 약간의 절지동물을 먹기도 한다. 원래는 비오코알렌갈라고(Galago alleni)에 속하는 종이었으며, 현재 비오코섬에만 제한적으로 존재한다.